# Bremer Freimarkt

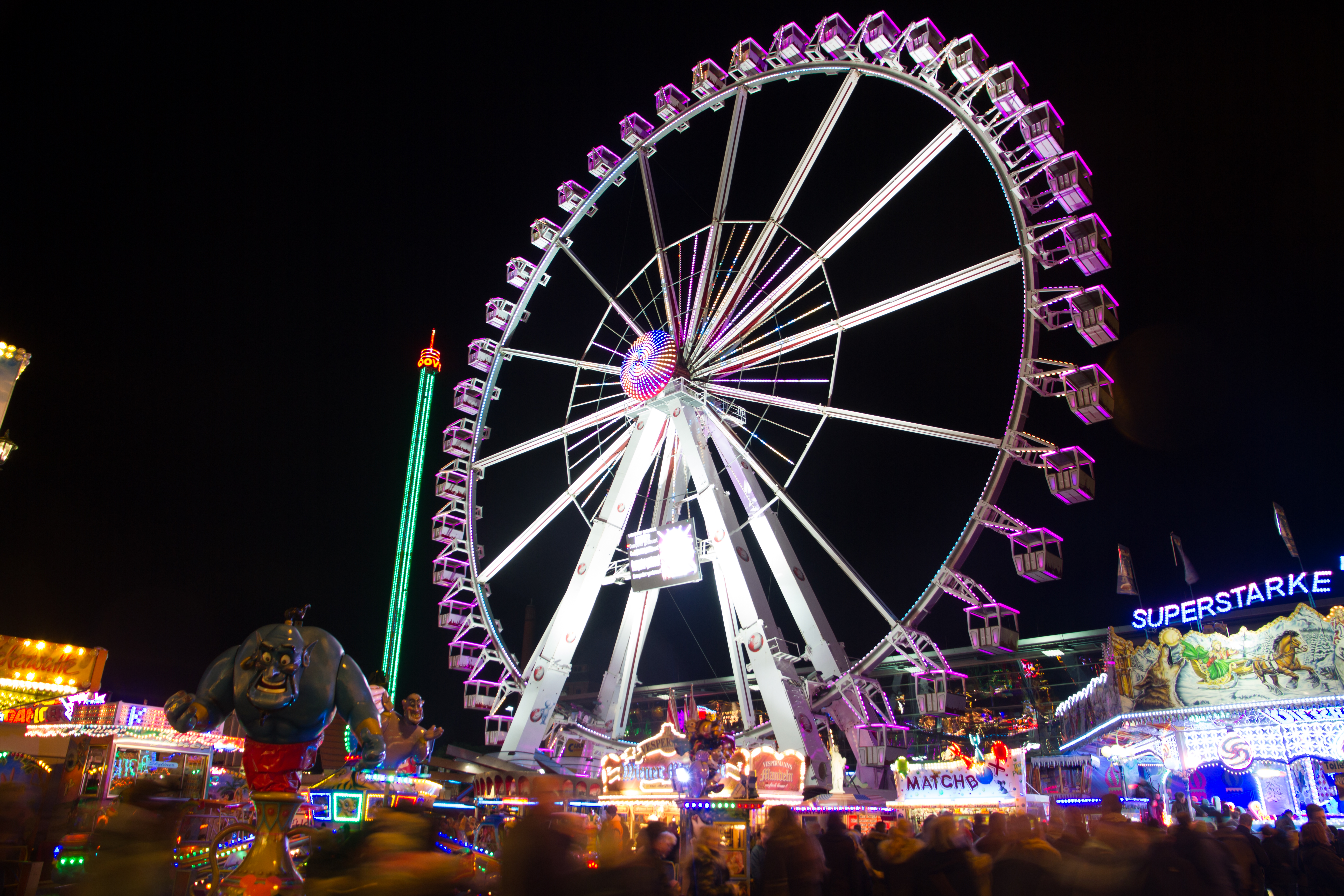
Der Bremer Freimarkt 2015 auf der Bürgerweide im Stadtteil Findorff – Blick auf eine Budengasse und das Steiger-60-Meter-Riesenrad bei Nacht

Der Bremer Freimarkt findet in der norddeutschen Großstadt Bremen seit 1035 statt und ist damit eines der ältesten Volksfeste Deutschlands. Mit jährlich rund 1,5 Millionen Besuchern an 17 Tagen und mehr als dreihundert Schaustellern nehmen die Verantwortlichen des Bremer Freimarkts für sich in Anspruch, die größte Veranstaltung dieser Art in Norddeutschland zu organisieren. Der traditionelle Ausruf zur „fünften Jahreszeit“, wie die Bremer die Freimarktstage auch nennen, lautet: „Ischa Freimaak!“, was sich mit „Es ist ja Freimarkt!“ übersetzen lässt. Der Bremer Freimarkt findet im Oktober auf der Bürgerweide am Nordausgang (Willy-Brandt-Platz) des Hauptbahnhofs von Bremen statt.

## Geschichte

### Die Anfänge als Warenmarkt
Kaiser Konrad II. verlieh dem Bremer Erzbischof Adalbrand am 16. Oktober 1035 die „Jahrmarkt-Gerechtigkeit“. Damit durfte der Erzbischof, zweimal im Jahr zu bestimmten Zeiten – in der Woche vor Pfingsten und in der Woche vor dem Willehadfest (8. November) – in der Stadt Bremen einen Jahrmarkt abhalten. Anders als bei den wöchentlichen Märkten waren viele der sonst geltenden Marktbeschränkungen ausgesetzt. Das heißt, dass ortsfremde und auch einheimische Kaufleute nur zu diesen Zeiten Arten von Waren feilbieten durften, auf die während der übrigen Zeit des Jahres Mitglieder anderer Gilden und einheimischer Zünfte ein Monopol hatten. Aus diesem Grund etablierte sich die Bezeichnung „freier Markt“. Bestimmt wurden zwei Zeitpunkte. Beide, einer im Frühjahr und einer im Oktober gelegen, orientierten sich an Kirchenfesten. Handwerksgesellen bekamen nur zu diesen Terminen ihren Halbjahreslohn ausgezahlt. Besonders beliebt war der zweite Markttermin im Oktober. Die Herbstzeit versprach einen guten Umsatz, da zu dieser Zeit viele Bauern in die Stadt kamen, um Ernte-Überschüsse zu verkaufen und ihre Einkäufe für den Winter zu tätigen.
Im 14. Jahrhundert erhielt der Bremer Rat die Markthoheit und im 'Krameramtsprivileg' von 1339 wurde zum ersten Mal auch offiziell der Name „Freimarkt“ erwähnt. Die Märkte waren in der Folge nicht mehr an das Kirchenjahr gebunden, behielten aber ihre Termine, da sich diese als günstig erwiesen hatten.
Nach Konrad II. musste jeder nachfolgende Kaiser das Jahrmarktsprivileg regelmäßig erneuern. Diese Regel fand erst unter Franz II. ihr Ende, der im Jahre 1793 die Entscheidungsgewalt über den Markt in die Hände des Bremer Senats legte. Von jenem Zeitpunkt an entschieden die Hanseaten selbst, ob und wann sie Markt halten wollten.
Ganzjährig führte die Freie Hansestadt Bremen die Gewerbefreiheit erst 1861 ein.

### Die Zeit des fahrenden Volkes

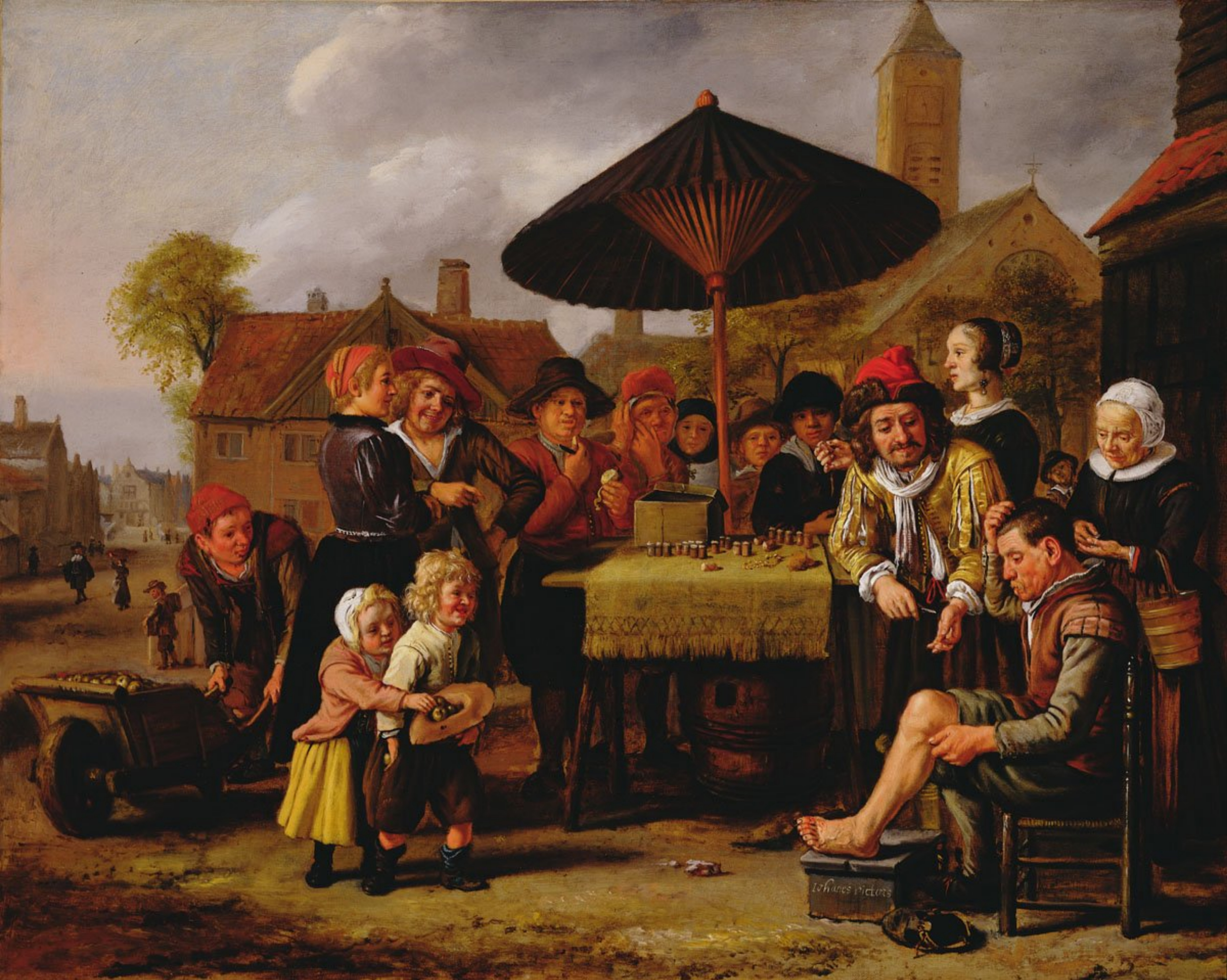
Ein Quacksalber auf dem Markt

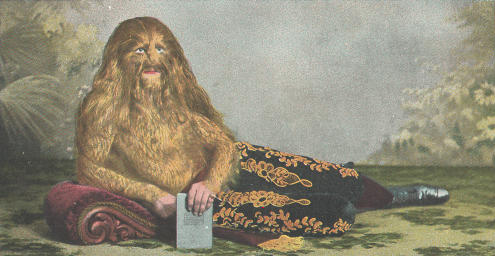
Lionel, der „Löwenmensch“

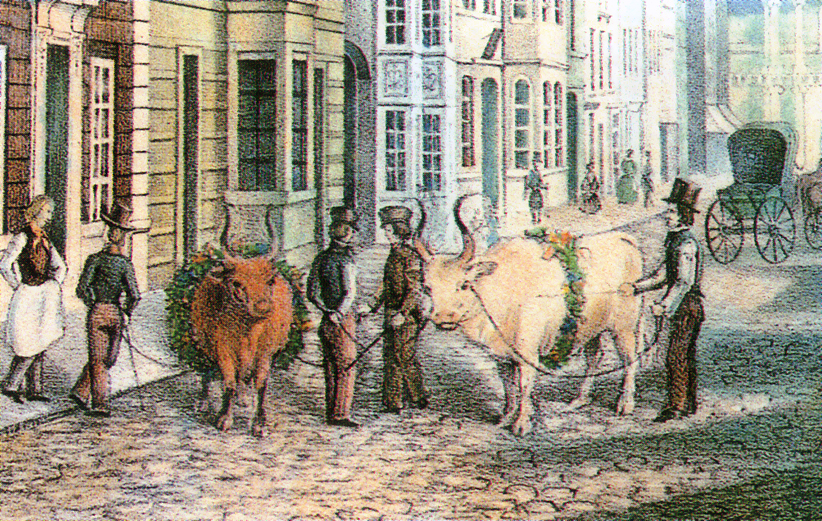
Die Klosterochsen in der Obernstraße im Jahre 1845

Im 15. Jahrhundert etablierten sich die ersten kleineren Vergnügungsstände auf dem Freimarkt. Das so genannte fahrende Volk war gerne gesehen und sorgte für mancherlei Unterhaltung in der Bevölkerung. Gaukler traten ebenso wie Wahrsager und Spielmänner auf. Reisende berichteten in eigenen Zelten über ferne Länder und Kulturen und versorgten das einfache Volk mit Informationen vom Leben jenseits der Landesgrenzen.
Im Jahre 1445 wurde mit einem Löwen im Käfig zum ersten Mal ein exotisches Tier ausgestellt. Diesem folgten im Laufe der Jahre viele weitere, wie etwa dressierte Bären, Dromedare und Affen. Eine weitere „Attraktion“ stellten Menschen dar, welche nach damaliger Sichtweise anders- oder fremdartig waren. So waren 1687 der 'Hottentott' aus Afrika und 1799 die 'kleine Mademoiselle,' eine kleinwüchsige Frau von nur 68 Zentimeter Körpergröße, zu sehen. Letztere ließ sich auf Wunsch sogar in kleinen Kästen zu Besuchern nach Hause bringen, wo diese sie „bestaunen“ konnten.
Zwar ließ das Interesse der Besucher an derlei mit den Jahrhunderten nach, wohl auch dadurch bedingt, dass immer bessere Möglichkeiten bestanden, etwas über andere Kontinente und fremde Völker zu lernen, doch noch im frühen 20. Jahrhundert gab es auf dem Freimarkt den ganzkörperbehaarten Löwenmenschen Lionel als Schausteller.
Im Jahre 1637 erhielt die Stadt Bremen per kaiserlichem Privileg einen zusätzlichen freien Markttermin zugesprochen, welcher ebenfalls im Frühjahr lag und im darauffolgenden Jahr zum ersten Mal wahrgenommen wurde. Die drei Freimärkte hielten sich jedoch nur bis etwa 1710, als man die beiden Frühjahrstermine abschaffte und sich nur noch auf den Herbstmarkt konzentrierte. Für diesen legte man eine Dauer von zehn Tagen fest, die im Bedarfsfall um zwei weitere Tage verlängert werden konnte.
Mit Beginn des 17. Jahrhunderts wurde zur Zeit des Freimarktes jährlich auch der sogenannte „Klosterochsenzug“ veranstaltet, die Versteigerung von zwei stattlichen Ochsen zu wohltätigen Zwecken. Dieser Brauch hatte bis 1896 Bestand.

### Entwicklung zum Volksfest
700 Jahre war der Freimarkt in seiner Hauptaufgabe ein Warenmarkt gewesen. Erst zum Anfang des 19. Jahrhunderts begann er sich langsam zum reinen Vergnügungsfest zu entwickeln.
1818 wurde die erste Schaukel aufgestellt, 1822 führte Anton Gercke das „Caroussel-Reiten“ ein. (Zwar gab es ab 1809 bereits ein Bodenkarussell in Bremen. Es stand jedoch auf einem Privatgrundstück beim Herdentor und bereicherte eine Kaffee- und Weinschänke.) 1847 konnte man zum ersten Mal Schmalzkuchen auf dem Fest kaufen. Auch andere Süßspeisen, wie etwa Honigkuchen und Zuckerwatte, wurden immer beliebter.
Die Eröffnung der Eisenbahnstrecke Bremen–Hannover im gleichen Jahr hatte zweierlei Vorteile: Zum einen hatten nun auch Besucher von außerhalb die Möglichkeit, den Freimarkt zu besuchen, und zum anderen waren die Schausteller nun in der Lage, größere Fahrgeschäfte anzutransportieren. Deren Antrieb änderte sich mit der Zeit von Dampfkraft hin zu elektrischem Strom. 1857 wurde auf dem Freimarkt der erste Hau den Lukas aufgestellt, Drehorgeln folgten dreizehn Jahre später. Ab 1881 gab es ein Schiffskarussell und ab 1890 eine Berg-und-Tal-Fahrt.
Der Brauch, an Bremer Schulen den Nachmittagsunterricht zur Freimarktszeit ausfallen zu lassen, wurde zwar 1875 abgeschafft, trotzdem bestand eine stille Vereinbarung, den Schülern zu dieser Zeit keine Hausaufgaben aufzugeben.

### Der Freimarkt im 20. Jahrhundert
Eine bedeutende kulinarische Neuerung hielt 1906 auf dem Freimarkt Einzug, als der Bremer Schlachtermeister Wilhelm Könecke die erste Rostbratwurst auf offenem Feuer briet.
Während der beiden Weltkriege fiel der Bremer Freimarkt aus. Lediglich 1939 wurde er, obwohl man sich schon im Krieg befand, noch ein einziges Mal zugelassen, fand allerdings nur als Budenstadt auf dem Domshof statt.
Im Oktober 1945 veranstaltete man einen provisorischen 'Friedensfreimarkt,' welcher etwas Freude und Normalität in das Nachkriegsleben bringen sollte. Das Angebot wurde von der Bremer Bevölkerung begeistert aufgenommen, so dass man beschloss, den Freimarkt wieder einzuführen. Auf Wunsch der Schausteller wurde die Veranstaltung 1959 ausgeweitet, so dass sie nun drei Wochenenden umfasst.
Der Freimarkt ist von Sonntag bis Donnerstag von 13:00 Uhr bis 23:00 Uhr und Freitag und Samstag von 13:00 Uhr bis 24:00 Uhr mit einer halben Stunde „Auslaufzeit“ geöffnet. Seit 1996 findet zusätzlich von Montag bis Samstag ab 21 Uhr in einer der angrenzenden Messehallen der „Freimarkt bei Nacht“ statt. Zu Beginn noch in der Halle 6 gelegen, wurde die Veranstaltung 2003 in die neu gebaute Halle 7 verlegt und zieht dort zirka 110.000 Besuchern an.
Der Umsatz des Bremer Freimarktes steigerte sich von 2.738.162 Deutschen Mark (~ 1,4 Mio. Euro) im Jahre 1954, auf über 3.324.911 DM (~ 1,7 Mio. Euro) drei Jahre später und auf 136.908.100 DM (~ 70 Mio. Euro) im Jahre 1990. Zur Tradition des Volksfestes gehört seit dem Jahr 1967 die Brot-für-die-Welt-Sammlung, welche von den Baptisten mit über 170 ehrenamtlichen Sammlern durchgeführt und von zahlreichen Schaustellern ideell und materiell unterstützt wird. Während des Freimarkts waren früher die Sperrzeiten für Gaststätten in der Stadt aufgehoben.

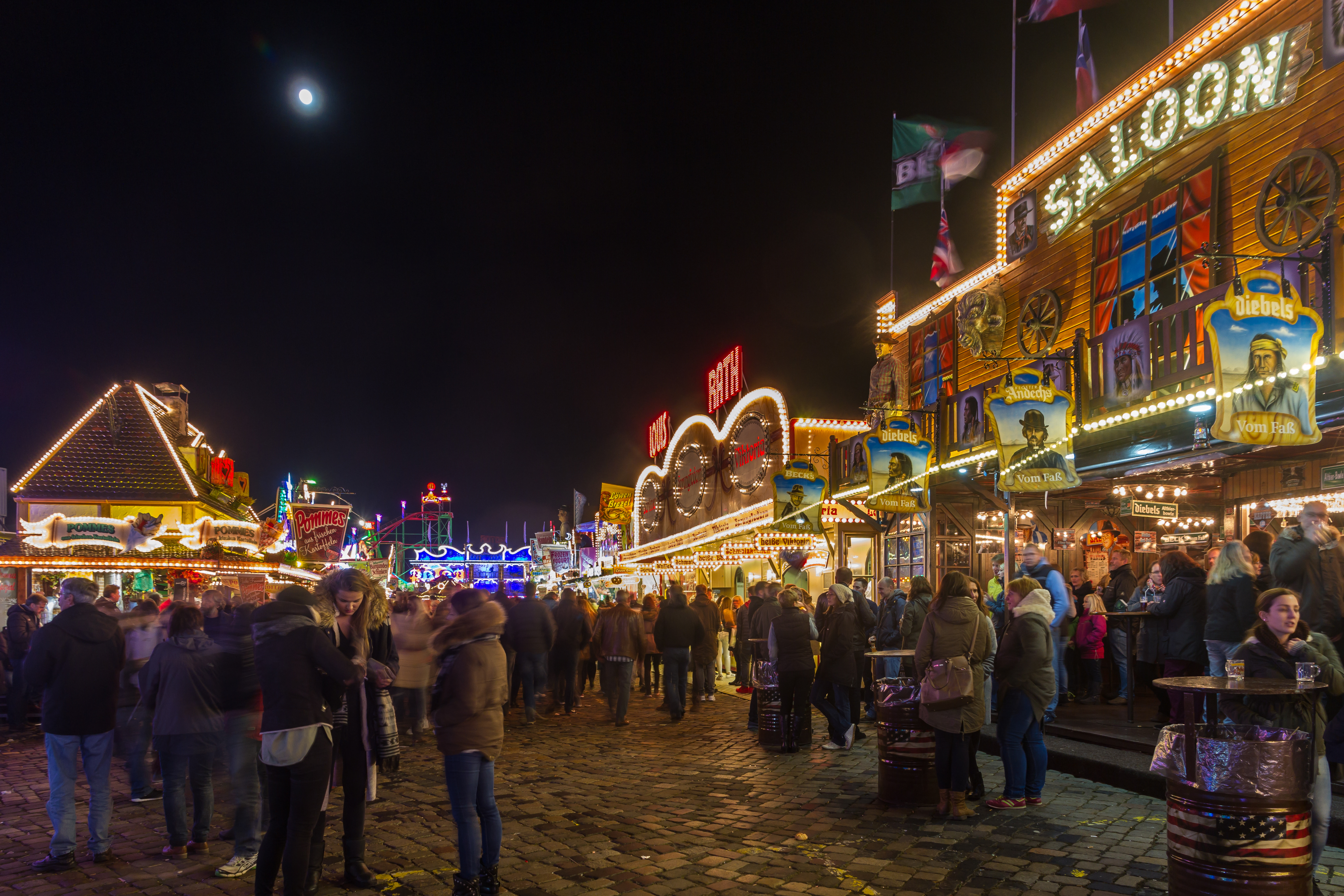
Budengasse auf dem Bremer Freimarkt bei Nacht
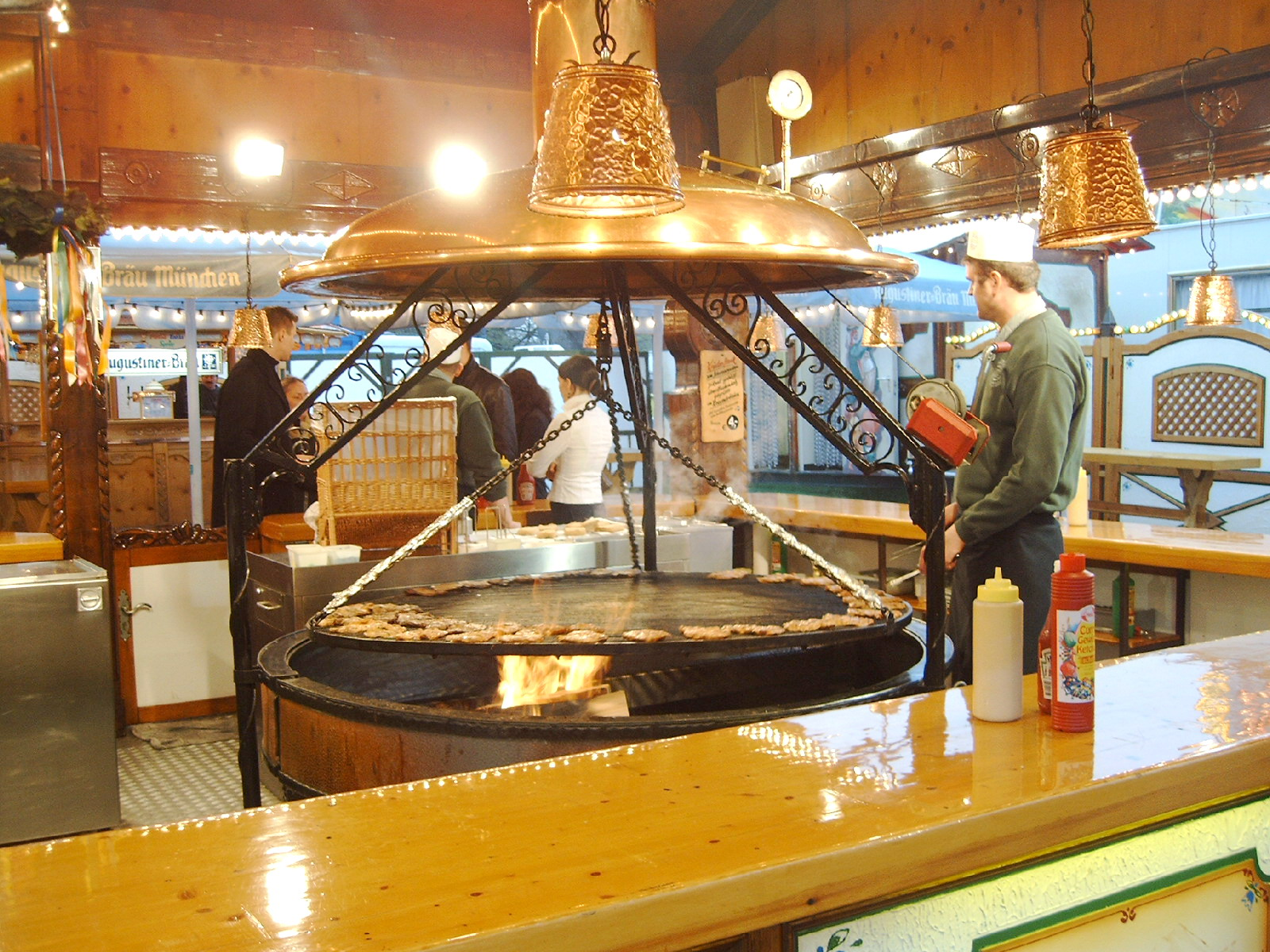
Steaks auf dem Schwenkgrill, beim Bayernzelt
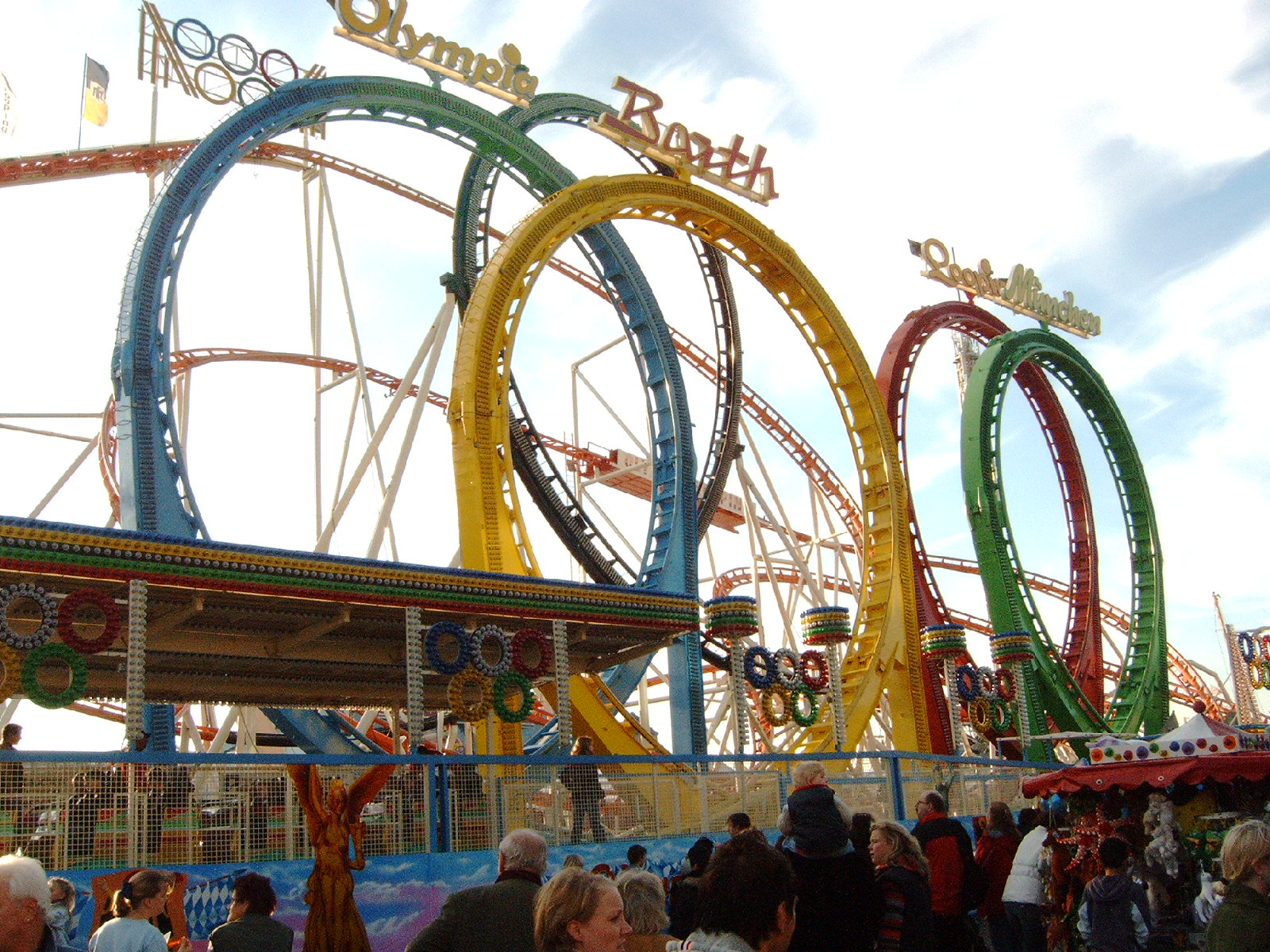
Der Olympia Looping auf dem Bremer Freimarkt
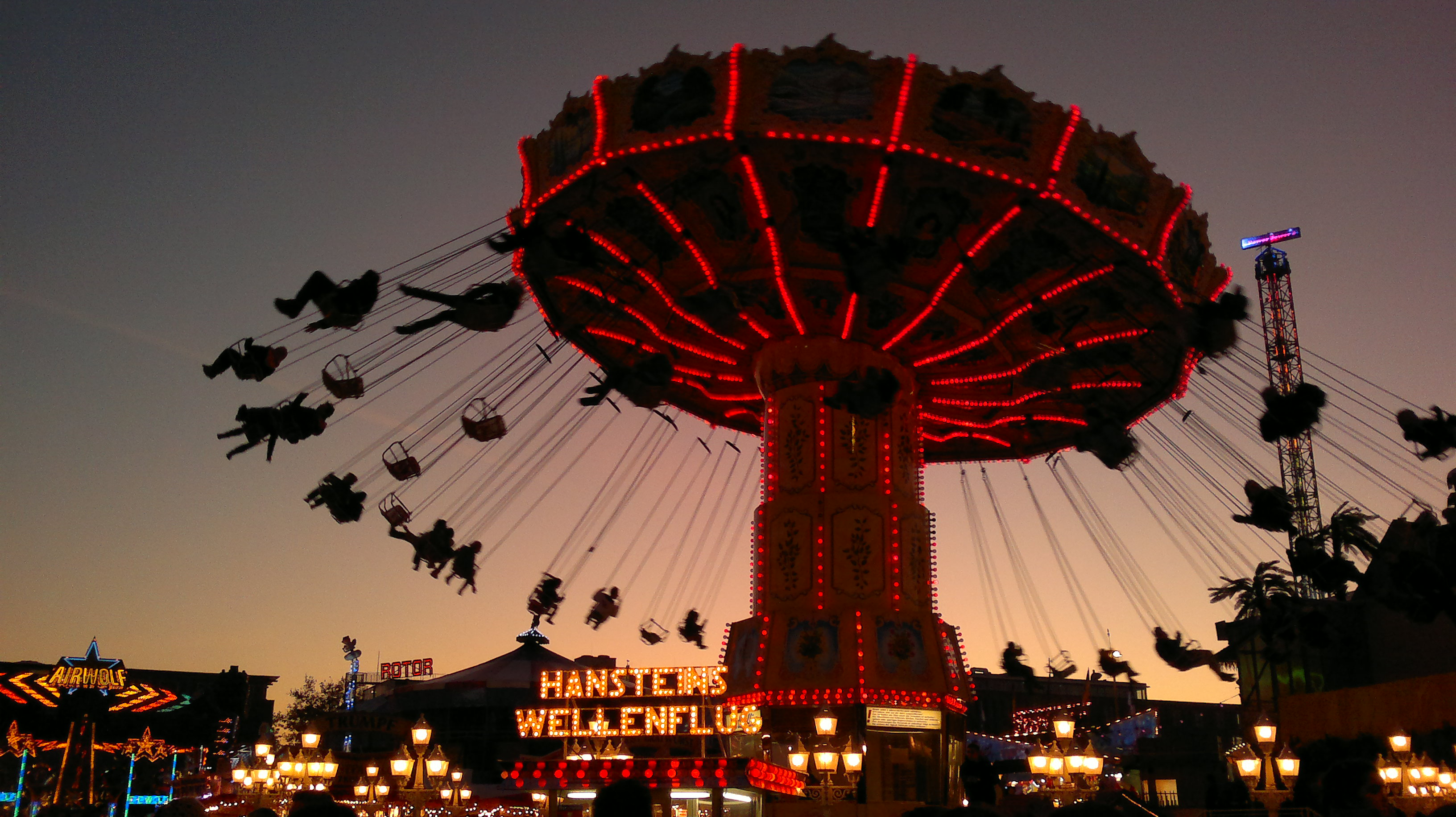
Kettenkarussell auf dem Bremer Freimarkt am Abend
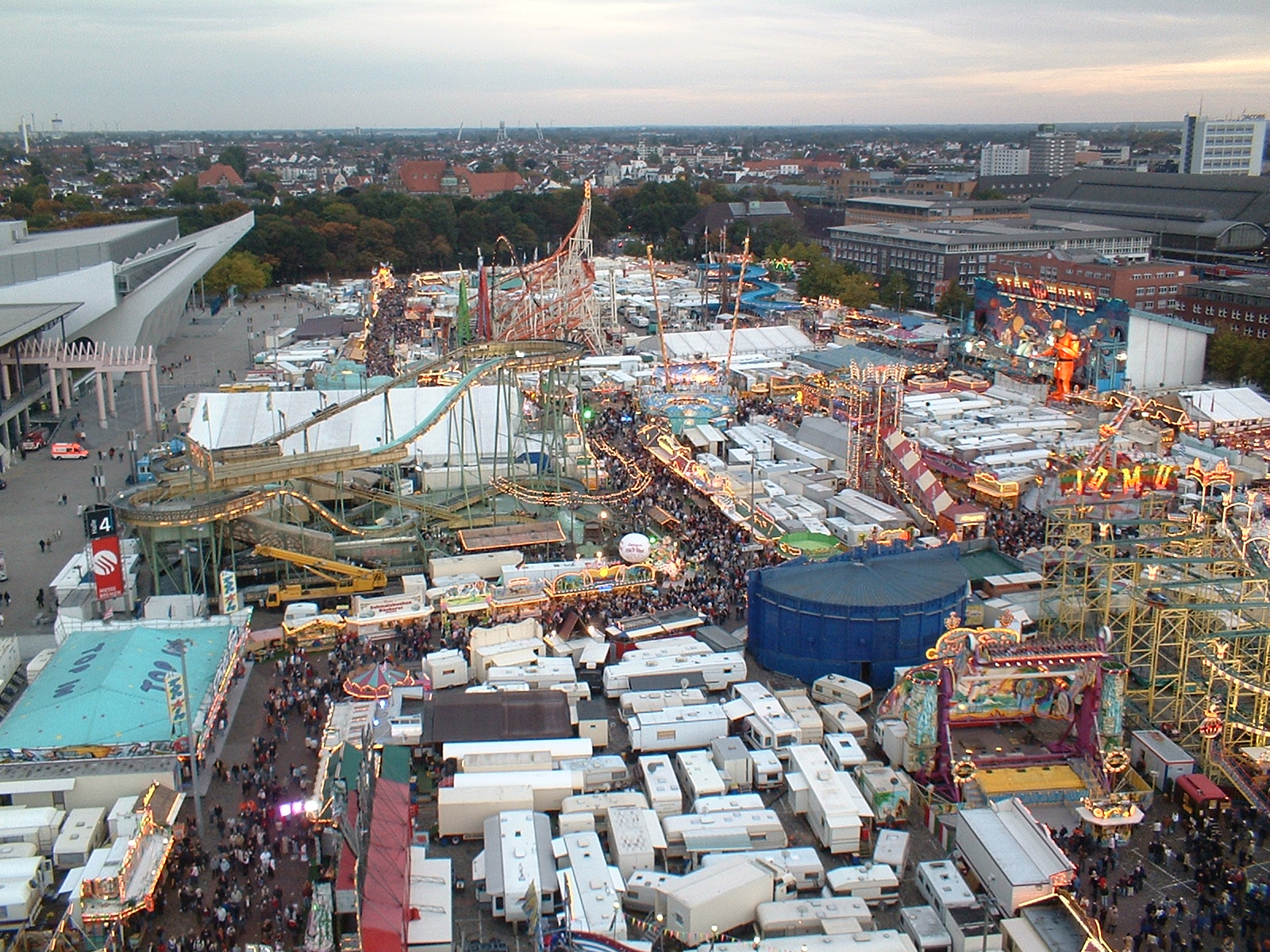
Blick vom Riesenrad auf den südöstlichen Freimarktsbereich

### Der Freimarkt während der COVID-19-Krise 2020
Anders als etwa im Fall des Münchner Oktoberfests, das während der COVID-19-Pandemie in Deutschland bereits am 21. April 2020 abgesagt worden war, hielt sich der Bremer Senat lange Zeit die Option offen, den Bremer Freimarkt 2020 stattfinden zu lassen, obwohl Bundeskanzlerin Angela Merkel und die Regierungschefs der Länder Deutschlands am 27. August 2020 beschlossen hatten, dass das seit dem März 2020 gültige Verbot von Großveranstaltungen bis zum 31. Dezember 2020 verlängert werden sollte.
Allerdings sollten solche Volksfeste erlaubt werden dürfen, bei denen eine Kontaktverfolgung und die Einhaltung von Hygieneregeln möglich sind. Die Organisatoren des „Freipaak“, einer Ersatzveranstaltung für den Freimarkt in Gestalt eines temporären Freizeitparks, garantierten, dass diese Bedingungen würden eingehalten werden können. Der „Freipaak“ sollte vom 2. Oktober bis zum 1. November 2020 geöffnet sein. Er wurde auf behördliche Anordnung am 7. Oktober 2020 geschlossen, da die Stadt Bremen den Grenzwert von 50 Neuinfektionen an SARS-CoV-2 innerhalb der letzten sieben Tage auf 100.000 Einwohner überschritten hatte und deshalb bundesweit zum Risikogebiet erklärt worden war. Zuvor war bereits die Zahl der Besucher, die maximal gleichzeitig anwesend sein durften, von 6000 auf 3000 gesenkt worden.
Der 985. Freimarkt (inkl. dem Kleinen Freimarkt) im Jahr 2021 fand weitgehend normal über die letzten 17 Oktobertage statt. Es galt die 3G-Regel für Besucher ab 16 Jahren und die Kapazität war auf 20.000 Menschen beschränkt. Eine Kontaktverfolgung gab es hingegen nur in den Biergärten und die Maskenpflicht galt ebenfalls nur stellenweise. Mehrere Programmpunkte wie Umzug, Feuerwerk und Halle-7-Partys entfielen, nicht jedoch die Beerdigung. Statt Festzelten wurden Biergärten errichtet, die nicht den Einschränkungen geschlossener Räume unterlagen. Obwohl insgesamt nur rund eine Million Menschen den sonst viermal so stark frequentierten Freimarkt besuchten, erreichte das erste große Volksfest nach Pandemiebeginn an manchen Tagen Umsätze ähnlich wie davor. 2022 wurde ein Awareness-Team eingeführt.

## Standort und Zahlen
Der Standort des Freimarktes wechselte mit den Jahren sehr häufig. Ursprünglich fand er auf dem Liebfrauenkirchhof vor der Liebfrauenkirche statt. Anfang des 15. Jahrhunderts verlegte man ihn jedoch auf den Marktplatz. Von hier aus expandierte er im Laufe der Jahrhunderte immer weiter. So wurde zum Anfang des 19. Jahrhunderts auch der Domshof, 1803 die Weserhalbinsel Herrlichkeit (bis 1830) und 1851 erneut der Liebfrauenkirchhof mit in die Ausstellungsfläche einbezogen. Im Jahre 1854 tauchten zum ersten Mal Buden und Fahrgeschäfte auf der Domsheide auf, 1830 in den Bremer Wallanlagen, 1854 in der Umgebung des Bahnhofs, 1862 im Rembertiviertel und 1889 in der Hohenlohestraße. Die einzelnen Bereiche waren nicht räumlich miteinander verbunden, man verstand sie aber als ein einziges Volksfest.
Durch die Verdichtung der Bebauung auf der rechten Weserseite wurden dort die Stellmöglichkeiten geringer, sodass sich der Freimarkt um 1890 auch auf die Neustadt links der Weser ausdehnte, wo er auf der großen Freifläche Grünenkamp stattfand. Im Jahre 1913 war der Freimarkt noch zweigeteilt, aber 1919 einigte man sich darauf, ihn ausschließlich auf dem Grünenkamp abzuhalten. Diese Regelung bestand bis zum Jahre 1934, in welchem das Volksfest zurück auf die rechte Seite des Flusses in Nähe des Bahnhofs auf die heutzutage zu Findorff gehörende Bürgerweide zog, wo es noch heute gefeiert wird. In der zweiten Hälfte des 20. Jahrhunderts konnte die Jahrmarktsfläche durch den Abriss des ehemaligen Schlachthofgeländes deutlich ausgeweitet werden und wurde 1994 durch den Bau der Messehallen 4–6 und in den ersten Jahren des 21. Jahrhunderts durch den Bau der Halle 7, zugehörig zur Messe- und Veranstaltungszentrum Bremen, wieder eingeengt und verfügt heute insgesamt über etwas mehr als 100.000 Quadratmeter Schaufläche. Auf der Bürgerweide findet alljährlich zu Ostern auch ein Frühlingsvolksfest, die Osterwiese, statt.
2014 wurde der Freimarkt von 345 Schaustellerbetrieben beschickt, 2015 wurden von der Marktverwaltung 335 Zulassungen ausgesprochen.

## Kleiner Freimarkt

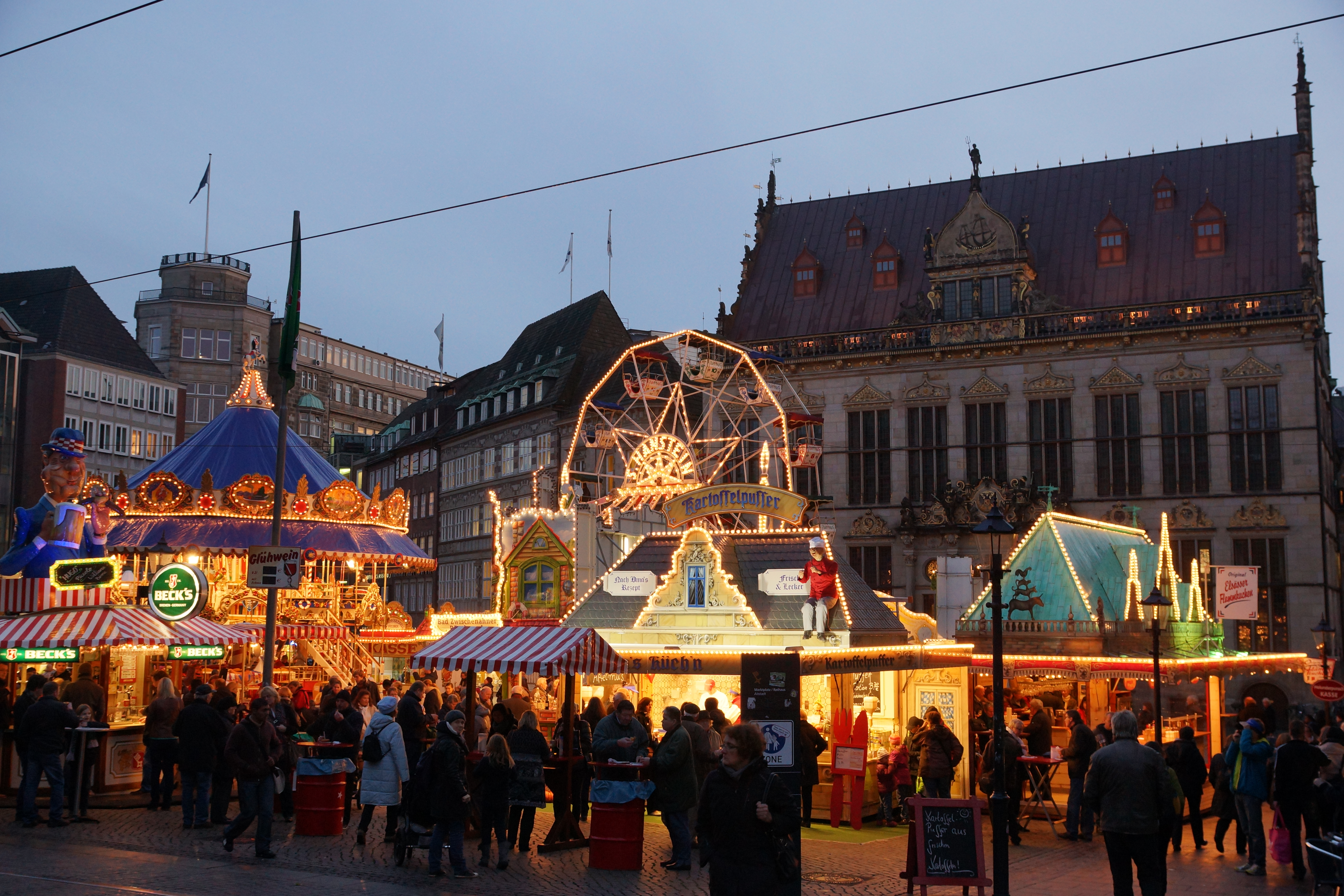
Der Kleine Freimarkt auf dem Bremer Marktplatz vor dem Schütting

Zusätzlich zum Haupt-Freimarkt auf der Bürgerweide existiert noch der Kleine Freimarkt in der Bremer Altstadt. Dieser findet zeitgleich statt und dehnt sich über den Marktplatz, den Liebfrauenkirchhof sowie deren Verbindungswege wie etwa den Schoppensteel aus. Auch auf anderen Plätzen der Innenstadt finden sich vereinzelt kleine Fahr- und Genussgeschäfte. Der Kleine Freimarkt ist eher nostalgisch angelegt und verfügt unter anderem über einen Mittelaltermarkt.
An den Freimarkt-Wochenenden verkehrt die Museumsstraßenbahn-Freimarktlinie zwischen dem Freimarkt und dem Kleinen Freimarkt.

## Eröffnung

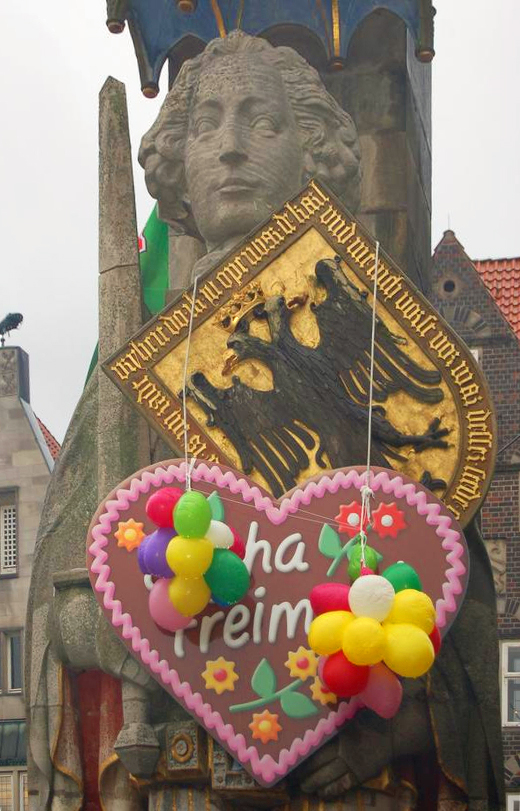
Der Roland mit Freimarktsherz

Der Freimarkt, der anfängliche Herbstmarkt, begann in den ersten Jahrhunderten immer am 9. Oktober. Im Jahr 1700 verlegte man den Beginn auf den 18. Oktober, und im Jahr 1815 auf den 21. Oktober.
Im Jahre 1959 erließ die Bremische Bürgerschaft einen Beschluss, welcher festlegte, die offizielle Eröffnung des Freimarktes jeweils an einem Sonnabend zu begehen. Diese Regelung wurde mittlerweile wieder aufgehoben.
Die Eröffnung erfolgt heutzutage zumeist an einem Freitag und wird um 16:00 Uhr auf dem Bremer Marktplatz im Rahmen des Kleinen Freimarktes zelebriert, indem Mitglieder der Schornsteinfegerinnung dem Bremer Roland ein großes Lebkuchenherz aus Pappe umhängen. Zwar öffnet zur gleichen Zeit auch das eigentliche Volksfest auf der Bürgerweide die Tore, doch dort findet der traditionelle Fassanstich im Bayernzelt durch den Bremer Innensenator erst zwei Stunden später statt. Der Abend des Eröffnungstages wird mit einem großen Höhenfeuerwerk eingeleitet.

## Freimarktsumzug
Seit 1967 findet jedes Jahr am zweiten Veranstaltungssonnabend der große Freimarktsumzug statt. Dieser zählt jährlich etwa 3500 bis 5000 Teilnehmer, die sich in rund 150 Gruppen (beispielsweise Spielmannszügen und Festwagenbesatzungen) organisieren und Kamelle (in Bremen wird der Ausdruck „Bonbon“ oder „Bonschen“ verwendet), Schokoladentäfelchen und Früchte etc. in die Menge werfen.
Der Zug beginnt am Sonnabendvormittag ab 10 Uhr und dauert ungefähr drei Stunden bis zum Eintreffen der letzten Teilnehmer am Ziel, dem Bahnhofsplatz. Der Start findet seit Ende des 20. Jahrhunderts in der Pappelstraße im Bremer Stadtteil Neustadt statt. Die Strecke führt mit einer Gesamtlänge von 3,4 Kilometern über die Bürgermeister-Smidt-Brücke, durch die Obernstraße, vorbei am Rathaus und Dom, durch den Schüsselkorb, die Sögestraße, Herdentor und den Herdenstorsteinweg zum Bahnhofsplatz. Danach kommt es zur Prämierung der schönsten, ausgefallensten und phantasievollsten Gruppen – „jeweils die drei besten Laufgruppen und kreativsten Umzugswagen“ werden von einer Jury ausgewählt und auf der anschließenden Feier im Bayernzelt mit einem Geldpreis ausgezeichnet.
Das Schauspiel wird von schätzungsweise bis zu 250.000 Zuschauern auf den Straßen verfolgt und in einer Kooperation des Norddeutschen Rundfunks und des Radio Bremen TV im Fernsehen übertragen.